# Lista țărilor producătoare de nucșoară și cardamom
Lista țărilor producătoare de nucșoară și cardamom clasifică țările lumii în funcție de producția de nucșoară și cardamom (în mii de tone), de productivitate (în kg/ha) și de suprafața cultivată cu Myristica fragrans și  Zingiberaceae (în mii de hectare) în anul 2023, oferind date comparative pentru perioada 2013-2023. Datele provin din baza de date FAOSTAT a Organizației pentru Alimentație și Agricultură a Națiunilor Unite (Food and Agriculture Organization of the United Nations - FAO). 
Producția anuală de nucșoară și cardamom la nivel global în anul 2022 a fost de 202.328,3 tone, cu 14.64% mai mult decât în anul 2021, când s-a înregistrat o cantitate totală de 176.484,37 tone. Guatemala a fost cel mai mare producător la nivel mondial, producția sa reprezentând peste o treime (39.54%) din totalul producției globale. 
În 2023, producția globală a fost de 219.223,45 tone, cu 8,35% mai mult decât în anul precedent. Cel mai mare producător la nivel mondial a rămas Guatemala, producția sa reprezentând 43,43% din totalul producției globale.
Suprafața ocupată la nivel global de plantațiile de Myristica fragrans și  Zingiberaceae în anul 2022 a fost de 577.977 hectare, cu 8.8% mai mult decât în anul 2021, când suprafața cultivată totală a fost de 531.249 hectare. Indonezia a fost de departe lider mondial, suprafața sa cultivată, de 270.660 hectare, reprezentând aproape jumătate (46,83%) din totalul la nivel global.
În 2023, suprafața ocupată la nivel global a fost de 607.189 hectare, cu 5,05% mai mult decât în anul precedent. Cea mai mare suprafață recoltată la nivel mondial a fost cea cultivată în Indonezia, reprezentând 44,56% din totalul global.

## Lista țărilor în funcție de producția de nucșoară și cardamom
| Țară                                                                    | Producție anuală (mii de tone) | Producție anuală (mii de tone) | Producție anuală (mii de tone) | Producție anuală (mii de tone) | Producție anuală (mii de tone) | Producție anuală (mii de tone) | Producție anuală (mii de tone) | Producție anuală (mii de tone) | Producție anuală (mii de tone) | Producție anuală (mii de tone) | Producție anuală (mii de tone) | Medie 2014-2023 | Creștere 2014-2023 |
| Țară                                                                    | 2023                           | 2022                           | 2021                           | 2020                           | 2019                           | 2018                           | 2017                           | 2016                           | 2015                           | 2014                           | 2013                           | Medie 2014-2023 | Creștere 2014-2023 |
|                                                                         |                                |                                |                                |                                |                                |                                |                                |                                |                                |                                |                                |                 |                    |
| ----------------------------------------------------------------------- | ------------------------------ | ------------------------------ | ------------------------------ | ------------------------------ | ------------------------------ | ------------------------------ | ------------------------------ | ------------------------------ | ------------------------------ | ------------------------------ | ------------------------------ | --------------- | ------------------ |
| GLOBAL                                                                  | 219,22                         | 202,33                         | 176,48                         | 150,94                         | 144,51                         | 146,36                         | 133,41                         | 126,23                         | 108,16                         | 108,45                         | 99,56                          | 163,84          | ▲ 102,15%          |
| Guatemala                                                               | 95,21                          | 80,00                          | 60,00                          | 48,83                          | 41,86                          | 36,99                          | 36,17                          | 35,48                          | 34,51                          | 38,46                          | 37,80                          | 66,84           | ▲ 147,53%          |
| India                                                                   | 54,00                          | 55,00                          | 50,00                          | 37,00                          | 38,00                          | 43,00                          | 43,00                          | 38,00                          | 22,00                          | 21,00                          | 16,57                          | 37,50           | ▲ 157,14%          |
| Indonezia                                                               | 43,79                          | 40,90                          | 40,64                          | 38,15                          | 40,69                          | 44,10                          | 32,84                          | 33,31                          | 34,30                          | 32,70                          | 28,10                          | 38,25           | ▲ 33,91%           |
| Laos                                                                    | 9,14                           | 8,79                           | 8,44                           | 8,06                           | 7,66                           | 7,24                           | 6,89                           | 6,53                           | 6,17                           | 5,81                           | 5,45                           | 7,48            | ▲ 57,32%           |
| Nepal                                                                   | 8,67                           | 8,71                           | 8,29                           | 9,55                           | 7,95                           | 6,85                           | 6,52                           | 6,44                           | 5,17                           | 5,23                           | 7,00                           | 6,95            | ▲ 66,01%           |
| Sri Lanka                                                               | 4,06                           | 4,31                           | 4,50                           | 4,12                           | 3,88                           | 3,60                           | 3,82                           | 0,67                           | 0,90                           | 0,58                           | 0,62                           | 2,32            | ▲ 595,03%          |
| Bhutan                                                                  | 1,10                           | 1,69                           | 1,61                           | 2,17                           | 1,41                           | 1,54                           | 1,09                           | 2,74                           | 2,09                           | 1,78                           | 1,16                           | 1,44            | ▼ −38,04%          |
| Tanzania                                                                | 0,80                           | 0,80                           | 0,80                           | 0,80                           | 0,82                           | 0,80                           | 0,79                           | 0,77                           | 0,76                           | 0,74                           | 0,72                           | 0,77            | ▲ 7,85%            |
| Grenada                                                                 | 0,71                           | 0,60                           | 0,71                           | 0,66                           | 0,55                           | 0,56                           | 0,62                           | 0,52                           | 0,64                           | 0,60                           | 0,42                           | 0,66            | ▲ 18,60%           |
| Honduras                                                                | 0,60                           | 0,59                           | 0,59                           | 0,57                           | 0,59                           | 0,52                           | 0,56                           | 0,69                           | 0,55                           | 0,50                           | 0,48                           | 0,55            | ▲ 21,79%           |
| Trinidad și Tobago                                                      | 0,32                           | 0,32                           | 0,32                           | 0,32                           | 0,32                           | 0,32                           | 0,32                           | 0,33                           | 0,33                           | 0,33                           | 0,31                           | 0,32            | ▼ −2,06%           |
| Malaysia                                                                | 0,23                           | 0,05                           | 0,03                           | 0,04                           | 0,03                           | 0,11                           | 0,09                           | 0,06                           | 0,06                           | 0,02                           | 0,17                           | 0,13            | ▲ 956,32%          |
| Etiopia                                                                 | 0,16                           | 0,16                           | 0,16                           | 0,16                           | 0,16                           | 0,16                           | 0,16                           | 0,16                           | 0,15                           | 0,15                           | 0,16                           | 0,16            | ▲ 7,99%            |
| Papua Noua Guinee                                                       | 0,11                           | 0,11                           | 0,11                           | 0,11                           | 0,11                           | 0,11                           | 0,11                           | 0,11                           | 0,11                           | 0,12                           | 0,12                           | 0,11            | ▼ −1,43%           |
| Malawi                                                                  | 0,09                           | 0,09                           | 0,09                           | 0,09                           | 0,09                           | 0,09                           | 0,09                           | 0,10                           | 0,09                           | 0,10                           | 0,10                           | 0,09            | ▼ −5,59%           |
| Kenya                                                                   | 0,06                           | 0,06                           | 0,06                           | 0,06                           | 0,06                           | 0,06                           | 0,06                           | 0,06                           | 0,06                           | 0,06                           | 0,05                           | 0,06            | ▲ 4,29%            |
| Sfântul Vincențiu și Grenadinele                                        | 0,06                           | 0,05                           | 0,05                           | 0,16                           | 0,22                           | 0,22                           | 0,21                           | 0,21                           | 0,19                           | 0,19                           | 0,25                           | 0,12            | ▼ −70,90%          |
| Togo                                                                    | 0,04                           | 0,04                           | 0,04                           | 0,04                           | 0,04                           | 0,03                           | 0,03                           | 0,03                           | 0,03                           | 0,03                           | 0,03                           | 0,03            | ▲ 10,58%           |
| Sfânta Lucia                                                            | 0,03                           | 0,03                           | 0,03                           | 0,04                           | 0,03                           | 0,03                           | 0,03                           | 0,03                           | 0,03                           | 0,03                           | 0,03                           | 0,03            | ▲ 7,23%            |
| Madagascar                                                              | 0,02                           | 0,02                           | 0,02                           | 0,02                           | 0,02                           | 0,02                           | 0,02                           | 0,02                           | 0,02                           | 0,02                           | 0,02                           | 0,02            | ▲ 6,89%            |
| Dominica                                                                | 0,00                           | 0,00                           | 0,00                           | 0,00                           | 0,00                           | 0,00                           | 0,00                           | 0,00                           | 0,00                           | 0,00                           | 0,00                           | 0,00            | ▼ −1,57%           |
| Thailanda                                                               | N/A                            | N/A                            | N/A                            | N/A                            | N/A                            | N/A                            | N/A                            | N/A                            | N/A                            | N/A                            | N/A                            |                 |                    |
| Sursa: Organizația pentru Alimentație și Agricultură a Națiunilor Unite |                                |                                |                                |                                |                                |                                |                                |                                |                                |                                |                                |                 |                    |

## Lista țărilor producătoare de nucșoară și cardamom în funcție de productivitate
| Țară                                                                    | Productivitate (t/ha) | Productivitate (t/ha) | Productivitate (t/ha) | Productivitate (t/ha) | Productivitate (t/ha) | Productivitate (t/ha) | Productivitate (t/ha) | Productivitate (t/ha) | Productivitate (t/ha) | Productivitate (t/ha) | Productivitate (t/ha) | Medie 2014-2023 | Creștere 2014-2023 |
| Țară                                                                    | 2023                  | 2022                  | 2021                  | 2020                  | 2019                  | 2018                  | 2017                  | 2016                  | 2015                  | 2014                  | 2013                  | Medie 2014-2023 | Creștere 2014-2023 |
|                                                                         |                       |                       |                       |                       |                       |                       |                       |                       |                       |                       |                       |                 |                    |
| ----------------------------------------------------------------------- | --------------------- | --------------------- | --------------------- | --------------------- | --------------------- | --------------------- | --------------------- | --------------------- | --------------------- | --------------------- | --------------------- | --------------- | ------------------ |
| Malaysia                                                                | 7,28                  | 4,52                  | 6,21                  | 2,94                  | 2,39                  | 4,82                  | 4,11                  | 2,48                  | 2,80                  | 1,57                  | 2,37                  | 4,43            | ▲ 363,45%          |
| Dominica                                                                | 2,01                  | 2,01                  | 2,00                  | 2,00                  | 2,00                  | 2,00                  | 2,00                  | 2,00                  | 2,00                  | 2,00                  | 2,00                  | 2,00            | ▲ 0,27%            |
| Sri Lanka                                                               | 1,35                  | 1,34                  | 1,41                  | 1,30                  | 1,13                  | 1,07                  | 1,02                  | 0,54                  | 0,44                  | 0,35                  | 0,37                  | 0,85            | ▲ 287,16%          |
| Madagascar                                                              | 1,11                  | 1,16                  | 1,15                  | 1,16                  | 1,12                  | 1,09                  | 1,06                  | 1,03                  | 1,00                  | 0,96                  | 0,94                  | 1,04            | ▲ 15,81%           |
| Togo                                                                    | 1,07                  | 1,07                  | 1,07                  | 1,03                  | 1,05                  | 1,02                  | 1,00                  | 0,98                  | 0,96                  | 0,92                  | 0,88                  | 1,00            | ▲ 16,25%           |
| Sfântul Vincențiu și Grenadinele                                        | 0,96                  | 0,88                  | 0,89                  | 0,90                  | 0,91                  | 0,90                  | 0,90                  | 0,80                  | 0,73                  | 0,66                  | 0,55                  | 0,81            | ▲ 46,46%           |
| Kenya                                                                   | 0,68                  | 0,67                  | 0,67                  | 0,65                  | 0,62                  | 0,66                  | 0,64                  | 0,62                  | 0,62                  | 0,62                  | 0,63                  | 0,65            | ▲ 9,63%            |
| Malawi                                                                  | 0,61                  | 0,61                  | 0,61                  | 0,61                  | 0,61                  | 0,61                  | 0,59                  | 0,62                  | 0,60                  | 0,63                  | 0,64                  | 0,62            | ▼ −3,20%           |
| Trinidad și Tobago                                                      | 0,56                  | 0,56                  | 0,56                  | 0,55                  | 0,55                  | 0,56                  | 0,55                  | 0,54                  | 0,56                  | 0,55                  | 0,56                  | 0,55            | ▲ 2,62%            |
| Nepal                                                                   | 0,54                  | 0,55                  | 0,53                  | 0,58                  | 0,53                  | 0,54                  | 0,52                  | 0,53                  | 0,41                  | 0,45                  | 0,53                  | 0,50            | ▲ 19,52%           |
| Guatemala                                                               | 0,53                  | 0,53                  | 0,52                  | 0,51                  | 0,51                  | 0,50                  | 0,49                  | 0,48                  | 0,47                  | 0,53                  | 0,55                  | 0,53            | ▲ 0,40%            |
| Papua Noua Guinee                                                       | 0,51                  | 0,50                  | 0,51                  | 0,49                  | 0,50                  | 0,48                  | 0,47                  | 0,46                  | 0,46                  | 0,48                  | 0,49                  | 0,49            | ▲ 5,33%            |
| Laos                                                                    | 0,49                  | 0,50                  | 0,49                  | 0,47                  | 0,46                  | 0,45                  | 0,45                  | 0,44                  | 0,43                  | 0,43                  | 0,42                  | 0,46            | ▲ 15,44%           |
| India                                                                   | 0,49                  | 0,50                  | 0,46                  | 0,34                  | 0,36                  | 0,40                  | 0,40                  | 0,36                  | 0,24                  | 0,23                  | 0,17                  | 0,36            | ▲ 115,46%          |
| Grenada                                                                 | 0,48                  | 0,48                  | 0,48                  | 0,48                  | 0,49                  | 0,48                  | 0,48                  | 0,48                  | 0,48                  | 0,48                  | 0,48                  | 0,48            | ▲ 1,51%            |
| Tanzania                                                                | 0,47                  | 0,47                  | 0,47                  | 0,47                  | 0,46                  | 0,46                  | 0,46                  | 0,46                  | 0,46                  | 0,46                  | 0,46                  | 0,46            | ▲ 2,96%            |
| Honduras                                                                | 0,47                  | 0,47                  | 0,47                  | 0,47                  | 0,49                  | 0,45                  | 0,47                  | 0,50                  | 0,47                  | 0,46                  | 0,45                  | 0,46            | ▲ 1,57%            |
| Etiopia                                                                 | 0,40                  | 0,40                  | 0,40                  | 0,40                  | 0,40                  | 0,39                  | 0,39                  | 0,39                  | 0,39                  | 0,38                  | 0,39                  | 0,39            | ▲ 4,91%            |
| Sfânta Lucia                                                            | 0,37                  | 0,37                  | 0,36                  | 0,38                  | 0,37                  | 0,37                  | 0,37                  | 0,37                  | 0,37                  | 0,37                  | 0,37                  | 0,37            | ▼ −0,32%           |
| GLOBAL                                                                  | 0,36                  | 0,35                  | 0,33                  | 0,30                  | 0,30                  | 0,32                  | 0,32                  | 0,32                  | 0,29                  | 0,30                  | 0,29                  | 0,33            | ▲ 19,62%           |
| Bhutan                                                                  | 0,32                  | 0,44                  | 0,34                  | 0,39                  | 0,22                  | 0,18                  | 0,19                  | 0,61                  | 0,49                  | 0,51                  | 0,42                  | 0,41            | ▼ −36,29%          |
| Indonezia                                                               | 0,16                  | 0,15                  | 0,16                  | 0,15                  | 0,17                  | 0,19                  | 0,17                  | 0,19                  | 0,21                  | 0,21                  | 0,20                  | 0,18            | ▼ −21,91%          |
| Sursa: Organizația pentru Alimentație și Agricultură a Națiunilor Unite |                       |                       |                       |                       |                       |                       |                       |                       |                       |                       |                       |                 |                    |

## Lista țărilor în funcție de suprafața cultivată cu cuMyristica fragransșiZingiberaceae
| Țară                                                                    | Suprafață recoltată (mii de hectare) | Suprafață recoltată (mii de hectare) | Suprafață recoltată (mii de hectare) | Suprafață recoltată (mii de hectare) | Suprafață recoltată (mii de hectare) | Suprafață recoltată (mii de hectare) | Suprafață recoltată (mii de hectare) | Suprafață recoltată (mii de hectare) | Suprafață recoltată (mii de hectare) | Suprafață recoltată (mii de hectare) | Suprafață recoltată (mii de hectare) | Medie 2014-2023 | Creștere 2014-2023 |
| Țară                                                                    | 2023                                 | 2022                                 | 2021                                 | 2020                                 | 2019                                 | 2018                                 | 2017                                 | 2016                                 | 2015                                 | 2014                                 | 2013                                 | Medie 2014-2023 | Creștere 2014-2023 |
|                                                                         |                                      |                                      |                                      |                                      |                                      |                                      |                                      |                                      |                                      |                                      |                                      |                 |                    |
| ----------------------------------------------------------------------- | ------------------------------------ | ------------------------------------ | ------------------------------------ | ------------------------------------ | ------------------------------------ | ------------------------------------ | ------------------------------------ | ------------------------------------ | ------------------------------------ | ------------------------------------ | ------------------------------------ | --------------- | ------------------ |
| GLOBAL                                                                  | 607,19                               | 577,98                               | 531,25                               | 504,77                               | 476,29                               | 458,10                               | 421,84                               | 397,76                               | 369,12                               | 359,39                               | 341,06                               | 483,29          | ▲ 68,95%           |
| Indonezia                                                               | 270,59                               | 270,66                               | 260,21                               | 252,32                               | 241,12                               | 229,14                               | 196,87                               | 178,33                               | 164,00                               | 157,80                               | 139,90                               | 214,19          | ▲ 71,48%           |
| Guatemala                                                               | 178,52                               | 151,78                               | 115,21                               | 94,93                                | 82,77                                | 74,24                                | 73,59                                | 73,66                                | 74,01                                | 72,41                                | 69,05                                | 125,46          | ▲ 146,56%          |
| India                                                                   | 111,00                               | 109,00                               | 109,00                               | 109,00                               | 105,00                               | 108,00                               | 108,00                               | 107,00                               | 92,00                                | 93,00                                | 95,93                                | 102,00          | ▲ 19,35%           |
| Laos                                                                    | 18,53                                | 17,64                                | 17,21                                | 17,14                                | 16,62                                | 16,04                                | 15,45                                | 14,84                                | 14,23                                | 13,60                                | 12,96                                | 16,06           | ▲ 36,27%           |
| Nepal                                                                   | 15,98                                | 15,98                                | 15,67                                | 16,57                                | 15,06                                | 12,77                                | 12,51                                | 12,12                                | 12,46                                | 11,50                                | 13,13                                | 13,74           | ▲ 38,90%           |
| Bhutan                                                                  | 3,42                                 | 3,83                                 | 4,70                                 | 5,55                                 | 6,32                                 | 8,66                                 | 5,62                                 | 4,49                                 | 4,30                                 | 3,52                                 | 2,79                                 | 3,47            | ▼ −2,76%           |
| Sri Lanka                                                               | 3,01                                 | 3,22                                 | 3,18                                 | 3,16                                 | 3,43                                 | 3,37                                 | 3,74                                 | 1,24                                 | 2,05                                 | 1,68                                 | 1,69                                 | 2,34            | ▲ 79,55%           |
| Tanzania                                                                | 1,71                                 | 1,71                                 | 1,72                                 | 1,72                                 | 1,76                                 | 1,74                                 | 1,72                                 | 1,69                                 | 1,66                                 | 1,63                                 | 1,55                                 | 1,67            | ▲ 4,73%            |
| Grenada                                                                 | 1,47                                 | 1,23                                 | 1,46                                 | 1,35                                 | 1,14                                 | 1,15                                 | 1,28                                 | 1,09                                 | 1,34                                 | 1,26                                 | 0,88                                 | 1,37            | ▲ 16,81%           |
| Honduras                                                                | 1,30                                 | 1,28                                 | 1,26                                 | 1,23                                 | 1,21                                 | 1,15                                 | 1,20                                 | 1,39                                 | 1,18                                 | 1,08                                 | 1,06                                 | 1,19            | ▲ 19,91%           |
| Trinidad și Tobago                                                      | 0,57                                 | 0,57                                 | 0,57                                 | 0,59                                 | 0,59                                 | 0,57                                 | 0,59                                 | 0,60                                 | 0,60                                 | 0,60                                 | 0,56                                 | 0,59            | ▼ −4,49%           |
| Etiopia                                                                 | 0,41                                 | 0,41                                 | 0,41                                 | 0,40                                 | 0,40                                 | 0,40                                 | 0,41                                 | 0,40                                 | 0,40                                 | 0,40                                 | 0,40                                 | 0,40            | ▲ 2,78%            |
| Papua Noua Guinee                                                       | 0,23                                 | 0,23                                 | 0,22                                 | 0,23                                 | 0,23                                 | 0,22                                 | 0,24                                 | 0,24                                 | 0,24                                 | 0,24                                 | 0,24                                 | 0,23            | ▼ −6,25%           |
| Malawi                                                                  | 0,15                                 | 0,15                                 | 0,15                                 | 0,15                                 | 0,15                                 | 0,15                                 | 0,15                                 | 0,15                                 | 0,15                                 | 0,15                                 | 0,16                                 | 0,15            | ▼ −2,60%           |
| Sfânta Lucia                                                            | 0,10                                 | 0,09                                 | 0,10                                 | 0,09                                 | 0,09                                 | 0,09                                 | 0,09                                 | 0,09                                 | 0,09                                 | 0,09                                 | 0,09                                 | 0,09            | ▲ 7,95%            |
| Kenya                                                                   | 0,09                                 | 0,09                                 | 0,09                                 | 0,09                                 | 0,09                                 | 0,09                                 | 0,09                                 | 0,09                                 | 0,10                                 | 0,09                                 | 0,08                                 | 0,09            | ▼ −4,40%           |
| Sfântul Vincențiu și Grenadinele                                        | 0,06                                 | 0,06                                 | 0,06                                 | 0,17                                 | 0,24                                 | 0,24                                 | 0,24                                 | 0,26                                 | 0,26                                 | 0,29                                 | 0,46                                 | 0,17            | ▼ −80,14%          |
| Togo                                                                    | 0,03                                 | 0,03                                 | 0,03                                 | 0,03                                 | 0,03                                 | 0,03                                 | 0,03                                 | 0,03                                 | 0,03                                 | 0,04                                 | 0,04                                 | 0,03            | ▼ −5,71%           |
| Malaysia                                                                | 0,03                                 | 0,01                                 | 0,01                                 | 0,02                                 | 0,01                                 | 0,02                                 | 0,02                                 | 0,02                                 | 0,02                                 | 0,01                                 | 0,07                                 | 0,02            | ▲ 128,57%          |
| Madagascar                                                              | 0,02                                 | 0,02                                 | 0,02                                 | 0,02                                 | 0,02                                 | 0,02                                 | 0,02                                 | 0,02                                 | 0,02                                 | 0,02                                 | 0,02                                 | 0,02            | ▼ −6,25%           |
| Dominica                                                                | 0,00                                 | 0,00                                 | 0,00                                 | 0,00                                 | 0,00                                 | 0,00                                 | 0,00                                 | 0,00                                 | 0,00                                 | 0,00                                 | 0,00                                 | 0,00            | ▬ 0,00%            |
| Thailanda                                                               | N/A                                  | N/A                                  | N/A                                  | N/A                                  | N/A                                  | N/A                                  | N/A                                  | N/A                                  | N/A                                  | N/A                                  | N/A                                  |                 |                    |
| Sursa: Organizația pentru Alimentație și Agricultură a Națiunilor Unite |                                      |                                      |                                      |                                      |                                      |                                      |                                      |                                      |                                      |                                      |                                      |                 |                    |